# Phyllognathopus fodinatus
Phyllognathopus fodinatus is een eenoogkreeftjessoort uit de familie van de Phyllognathopodidae. De wetenschappelijke naam van de soort is voor het eerst geldig gepubliceerd in 1923 door Ziegelmayer.